# Hukkajoki (vattendrag, lat 65,20, long 28,47)
Hukkajoki är ett vattendrag i bland annat kommunen Suomussalmi i nordöstra Kajanaland i Finland.
Hukkajoki är känt för sin stora population av flodpärlmusslor. Det beräknas finnas 200.000 i ån. I augusti 2024 skedde vad som utretts som ett grovt naturvårdsbrott, då en skogsmaskin körde över ån och dödade tusentals fridlysta flodpärlmusslor vid en skogsavverkning i regi av Stora Enso.
Trakten ingår i den boreala klimatzonen. Årsmedeltemperaturen i trakten är −2 °C. Den varmaste månaden är juli, då medeltemperaturen är 14 °C, och den kallaste är januari, med −16 °C.